# Рол, Дэвид
Дэ́вид Майкл Рол (англ. David Michael Rohl; 12 сентября 1950) — британский историк и египтолог, автор спорной теории о хронологии Древнего Египта и Палестины.

## Теории
Среди его утверждений следующие:
- упомянутый в Библии «новый царь, который не знал Иосифа» (Исх. 1:8) — это Себекхотеп III или Неферхотеп I
- фараоном, усыновившим Моисея, был Неферхотеп I[2]

## Публикации
- Список публикаций на английском языке

### Книги
- A Test of Time: The Bible — from Myth to History, 1995.
- Pharaohs and Kings: A Biblical Quest, 1996. (U.S. edition of A Test of Time)
- Legend: The Genesis of Civilisation, 1998. (Русский перевод: Генезис цивилизации. Откуда мы произошли…, «Эксмо», Москва, 2002 ISBN 5-699-01429-2)
- The Lost Testament: The Story of the Children of Yahweh, 2002. (Русский перевод: Утраченный Завет. Новая хронология событий библейской эпохи., «Эксмо», Москва, 2005 ISBN 5-699-08831-8)
- From Eden to Exile: The Epic History of the People of the Bible, 2003. (Paperback edition of The Lost Testament)
- The Lords of Avaris: Uncovering the Legendary Origins of Western Civilisation, 2007. (Русский перевод: Боги Авариса, «Эксмо», Москва, 2011 ISBN 978-5-699-45027-5).

## Фильмы
- Pharaohs and Kings: A Biblical Quest, 1995.
- In Search of Eden, 2002.
- The Bible: Myth or Reality, 2005.